# 笠井亮平
笠井 亮平（かさい りょうへい、1976年（昭和51年） - ）は、日本の著作家、翻訳家、南アジア研究者。岐阜女子大学南アジア研究センター特別客員准教授、横浜市立大学非常勤講師、駒澤大学非常勤講師を務める。
専門は、南アジアの国際関係、日印関係史、インド・パキスタンの政治。愛知県清須市出身。外務省専門調査員として、在中国、在インド、在パキスタンの日本大使館に勤務した経験がある。

## 来歴
愛知県名古屋市に生まれ、愛知県西春日井郡清洲町（現・清須市）で育つ。愛知県立新川高等学校在学中の1992年、AFS交換留学生としてアメリカ・ワシントンDCの公立高校に1年間留学する。高校卒業後、中央大学総合政策学部に入学し、国際関係や中国政治を学んだ（1998年卒業）。青山学院大学大学院国際政治経済学研究科一貫制博士課程に進学し、2000年に修士学位（国際政治）を取得（2009年に単位取得満期退学）。当初、大学院では中国政治を専門としたが、後にチベット問題をめぐる国際関係、印中関係の研究に軸足を移した。
大学院在学中の2001年、外務省専門調査員として在中国日本大使館に2年間派遣される。その後、在インド日本大使館（2008年～2010年）、在パキスタン日本大使館（2011年～2013年）でも専門調査員として勤務した。
2013年に帰国後、早稲田大学大学院国際コミュニケーション研究科、東京大学教養学部、関東学院大学、日本経済大学で非常勤講師を務めた。2022年現在、岐阜女子大学南アジア研究センター特別客員准教授、横浜市立大学国際教養学部と駒澤大学法学部で非常勤講師を務めている。2022年には日印協会理事に就任した。
2016年、戦前の日本に生まれ育ったインド人女性のライフストーリーを描いたノンフィクション『インド独立の志士「朝子」』で作家デビュー。2021年には、インパール作戦を日本だけでなくイギリスやインドの視点から捉え直した『インパールの戦い ほんとうに「愚戦」だったのか』を文春新書から上梓した。
翻訳家としても精力的に活動しており、アジアやアメリカ、近現代史をテーマにしたノンフィクション作品の翻訳を数多く手がけている。ウェブメディア「スローニュース」の海外長編記事の翻訳も担当している。

## 著作

### 単著
- 『インド独立の志士「朝子」』（白水社） 2016
  - バーラティ・アシャ・サハイ・チョードリーの生涯を描いた本
- 『モディが変えるインド 台頭するアジア巨大国家の「静かな革命」』（白水社） 2017
- 『インパールの戦い ほんとうに「愚戦」だったのか』（文春新書） 2021

### 共著・分担執筆
- 『軍事大国化するインド』（堀本武功, 西原正編、亜紀書房） 2010
- 『台頭するインド・中国 相互作用と戦略的意義』（田所昌幸編著、千倉書房） 2015
- 『素顔の現代インド』（田所昌幸編、慶應義塾大学出版会） 2021

### 翻訳
- 『ネオ・チャイナ 富、真実、心のよりどころを求める13億人の野望』（エヴァン・オズノス、白水社） 2015
- 『シークレット・ウォーズ アメリカ、アフガニスタン、パキスタン三つ巴の諜報戦争』上・下（スティーブ・コール、白水社） 2019
- 『ビリオネア・インド 大富豪が支配する社会の光と影』（ジェイムズ・クラブツリー、白水社） 2020
- 『アメリカ副大統領 権力への階段』（ケイト・アンダーセン・ブラウワー、白水社） 2021
- 『日本でわたしも考えた インド人ジャーナリストが体感した禅とトイレと温泉と』（パーラヴィ・アイヤール、白水社） 2022
- 『日本軍が銃をおいた日 太平洋戦争の終焉』（ルイ・アレン、監訳、早川書房） 2022

### 対談
- 「アメリカと中国のはざまで　ロシア・トルコ・インド・アフガンの戦略」（青木健太, 笠井亮平, 鶴見直人, 長谷直哉、『公研』No.639（2016年11月号））
- 「ユーラシア国際秩序を揺るがす二つの港湾開発 - パキスタン・グワーダル港とイラン・チャーバハール港」（青木健太, 笠井亮平、『外交』Vol.57（2019年9月/10月号））

### 新聞・雑誌連載
- 新聞『朝雲』コラム（2019年4月～2020年3月）
- 月刊誌『ニューリーダー』「巨象インドの未来」（2021年5月号～）